# Ма Ма
«Ма Ма» (исп. Ma Ma) — испанский художественный фильм 2015 года режиссёра Хулио Медема.

## Сюжет
Молодая женщина Магда  одна воспитывает сына и преподаёт в школе. Неожиданно она узнаёт о том, что у неё рак молочной железы. Судьба сводит её с мужчиной, потерявшим свою семью. Новые отношения круто меняют и жизни обоих, и ход болезни Магды.

## В ролях
- Пенелопа Крус — Магда
- Луис Тосар — Артуро
- Асьер Эчеандиа — Хулиан
- Алекс Брендемюль — Рауль
- Тео Планель — Дани
- Сильвия Абаскаль — медсестра

## Награды и номинации
| Премия        | Категория                     | Номинант                                        | Результат |
| ------------- | ----------------------------- | ----------------------------------------------- | --------- |
| Premios Feroz | Лучшая женская роль           | Пенелопа Крус                                   | Номинация |
| Premios Feroz | Лучший оригинальный саундтрек | Альберто Иглесиас                               | Номинация |
| Гойя          | Лучшая актриса                | Пенелопа Крус                                   | Номинация |
| Гойя          | Лучший грим/причёски          | Ана Лосано, Фито Деллибарда, Массимо Гаттабруси | Номинация |
| Гойя          | Лучший оригинальный саундтрек | Альберто Иглесиас                               | Номинация |